# 13. korpus (Avstro-Ogrska)
13. korpus (izvirno nemško 13. Korps) je bil korpus avstro-ogrske kopenske vojske, ki je bil aktiven med prvo svetovno vojno.

## Zgodovina
Med novembrom in decembrom 1850 so korpus preimenovali v Konjeniški rezervni korpus, nato pa je bil junija 1853 preoblikovan v 1. konjeniški korpus.
Ob pričetku prve svetovne vojne je bil korpus zadolžen za področje Hrvaške, Slavonije in Reke.
Naborni okraj korpusa je obsegal: Bjelovar, Osijek, Karlovec, Otočac, Petrovaradin, Zagreb in Nadomestni okraj vojne mornarice Reka (Kriegsmarineergänzungsbezirk Fiume).

## Organizacija
April 1914
- 7. pehotna divizija
- 36. pehotna divizija
- 8. konjeniška brigada
- 13. poljskoartilerijska brigada
- 2x trdnjavska artilerijska četa
- 13. oskrbovalna divizija

## Poveljstvo
Poveljniki (Kommandanten)
- Franz von und zu Liechtenstein: november 1849 - junij 1853
- Siegmund von Reischach: maj - julij 1859
- Josef Philippovic von Philippsberg: julij - avgust 1878
- Wilhelm von Württemberg: avgust - oktober 1878
- Hermann von Ramberg: januar 1883 - oktober 1889
- Josef Reicher: oktober 1889 - marec 1891
- Anton von Bechtolsheim: marec 1891 - oktober 1902
- Hugo von Klobus: november 1902 - april 1905
- Felix von Orsini und Rosenberg: april - julij 1905
- Anton Malowetz von Malowitz und Kosor: julij - avgust 1905
- Karl von Auersperg: avgust 1905 - julij 1906
- Rudolf von Chavanne: julij 1906 - julij 1907
- Raimund Gerba: julij 1907 - oktober 1912
- Adolf von Rhemen zu Barensfeld: oktober 1912 - julij 1916
- Maximilian Csicserics von Bacsány: julij 1916 - junij 1917
- Alfred von Schenk: junij - julij 1917
- Friedrich Csanády von Békés: julij 1917 - november 1918

Načelniki štaba (Stabchefs)
- Kornelius Hahn: november 1849 - oktober 1850
- Friedrich Rupprecht von Virtsolog: oktober 1850 - junij 1853
- ?: junij - julij 1859
- Leonidas Popp: julij - avgust 1878
- Eugen Albori: avgust - oktober 1878
- Ludwig Hegedüs von Tiszavölgy: januar 1883 - december 1887
- Karl Wöss: december 1887 - januar 1889
- Wilhelm Bittner: januar 1889 - december 1890
- Karl Leveling: december 1890 - januar 1896
- Viktor Dankl: januar 1896 - oktober 1899
- Adolf von Rhemen zu Barensfeld: oktober 1899 - oktober 1905
- Maximilian Csicserics von Bacsány: oktober 1905 - januar 1907
- Eduard Zanantoni: januar 1907 - april 1912
- Alfred von Zeidler: april 1912 - april 1915
- Aurel Stromfeld (v.d.): april - maj 1915
- Dragutin Csoban: maj - november 1918